# Yoma viruna
Yoma viruna är en fjärilsart som beskrevs av Hans Fruhstorfer 1912. Yoma viruna ingår i släktet Yoma och familjen praktfjärilar. Inga underarter finns listade i Catalogue of Life.